# Grand Prix Formule 1 van Oostenrijk 2019
De Grand Prix Formule 1 van Oostenrijk 2019 werd gehouden op 30 juni op de Red Bull Ring. Het was de negende race van het seizoen 2019.

## Vrije trainingen
- Er wordt enkel de top-5 weergegeven.

| Vrije training 1 | Pos | No | Coureur          | Constructeur    | Tijd     |
| ---------------- | --- | -- | ---------------- | --------------- | -------- |
| Vrije training 1 | 1   | 44 | Lewis Hamilton   | Mercedes        | 1:04.838 |
| Vrije training 1 | 2   | 5  | Sebastian Vettel | Ferrari         | 1:04.982 |
| Vrije training 1 | 3   | 77 | Valtteri Bottas  | Mercedes        | 1:04.999 |
| Vrije training 1 | 4   | 16 | Charles Leclerc  | Ferrari         | 1:05.141 |
| Vrije training 1 | 5   | 33 | Max Verstappen   | Red Bull-Honda  | 1:05.260 |
| Vrije training 2 | Pos | No | Coureur          | Constructeur    | Tijd     |
| Vrije training 2 | 1   | 16 | Charles Leclerc  | Ferrari         | 1:05.086 |
| Vrije training 2 | 2   | 77 | Valtteri Bottas  | Mercedes        | 1:05.417 |
| Vrije training 2 | 3   | 10 | Pierre Gasly     | Red Bull-Honda  | 1:05.487 |
| Vrije training 2 | 4   | 44 | Lewis Hamilton   | Mercedes        | 1:05.529 |
| Vrije training 2 | 5   | 55 | Carlos Sainz jr. | McLaren-Renault | 1:05.545 |
| Vrije training 3 | Pos | No | Coureur          | Constructeur    | Tijd     |
| Vrije training 3 | 1   | 16 | Charles Leclerc  | Ferrari         | 1:03.987 |
| Vrije training 3 | 2   | 44 | Lewis Hamilton   | Mercedes        | 1:04.103 |
| Vrije training 3 | 3   | 77 | Valtteri Bottas  | Mercedes        | 1:04.221 |
| Vrije training 3 | 4   | 5  | Sebastian Vettel | Ferrari         | 1:04.250 |
| Vrije training 3 | 5   | 33 | Max Verstappen   | Red Bull-Honda  | 1:04.446 |

## Kwalificatie
Ferrari-coureur Charles Leclerc behaalde zijn tweede pole position van het seizoen door Mercedes-rijder Lewis Hamilton voor te blijven. Red Bull-rijder Max Verstappen zette de derde tijd neer, voor de Mercedes van Valtteri Bottas. Haas-coureur Kevin Magnussen kwalificeerde zich als vijfde, voor de McLaren-coureur Lando Norris. Het Alfa Romeo-duo Kimi Räikkönen en Antonio Giovinazzi reed de zevende en achtste tijd, waardoor zij Red Bull-rijder Pierre Gasly voor wisten te blijven. De top 10 werd afgesloten door Sebastian Vettel, die geen tijd neer kon zetten in het laatste deel van de kwalificatie (Q3) vanwege schade aan de vloer van zijn Ferrari.
Toro Rosso-coureur Alexander Albon moet de race vanaf de achterste startrij starten omdat hij tweemaal de motor van zijn auto liet vervangen, waardoor hij met een aantal motoronderdelen over het maximaal aantal toegestane onderdelen per seizoen kwam. McLaren-coureur Carlos Sainz jr. moet de race ook vanaf de laatste startrij beginnen omdat ook hij zijn motor moest wisselen, maar met meerdere onderdelen over de maximaal toegestane hoeveelheid per seizoen kwam. Renault-coureur Nico Hülkenberg liet ook zijn motor vervangen, maar omdat hij met slechts één motoronderdeel over de maximaal toegestane hoeveelheid kwam, krijgt hij slechts een straf van vijf startplaatsen. Kevin Magnussen liet na de derde vrije training zijn versnellingsbak vervangen, waardoor hij eveneens vijf startplaatsen straf ontving. Na afloop van de kwalificatie ontvingen zowel Lewis Hamilton als Williams-coureur George Russell een straf van drie startplaatsen voor het ophouden van respectievelijk Kimi Räikkönen en Toro Rosso-rijder Daniil Kvjat tijdens de kwalificatie. Russell moest later zijn voorvleugel vervangen, waardoor hij verplicht vanuit de pitstraat moest starten.
| Pos                 | No | Coureur            | Constructeur              | Q1       | Q2       | Q3        | Grid |
| ------------------- | -- | ------------------ | ------------------------- | -------- | -------- | --------- | ---- |
| 1                   | 16 | Charles Leclerc    | Ferrari                   | 1:04.138 | 1:03.378 | 1:03.003  | 1    |
| 2                   | 44 | Lewis Hamilton     | Mercedes                  | 1:03.818 | 1:03.803 | 1:03.262  | 4    |
| 3                   | 33 | Max Verstappen     | Red Bull-Honda            | 1:03.807 | 1:03.835 | 1:03.439  | 2    |
| 4                   | 77 | Valtteri Bottas    | Mercedes                  | 1:04.084 | 1:03.863 | 1:03.537  | 3    |
| 5                   | 20 | Kevin Magnussen    | Haas-Ferrari              | 1:04.778 | 1:04.466 | 1:04.072  | 10   |
| 6                   | 4  | Lando Norris       | McLaren-Renault           | 1:04.361 | 1:04.211 | 1:04.099  | 5    |
| 7                   | 7  | Kimi Räikkönen     | Alfa Romeo-Ferrari        | 1:04.615 | 1:04.056 | 1:04.166  | 6    |
| 8                   | 99 | Antonio Giovinazzi | Alfa Romeo-Ferrari        | 1:04.450 | 1:04.194 | 1:04.179  | 7    |
| 9                   | 10 | Pierre Gasly       | Red Bull-Honda            | 1:04.412 | 1:03.988 | 1:04.199  | 8    |
| 10                  | 5  | Sebastian Vettel   | Ferrari                   | 1:04.340 | 1:03.667 | geen tijd | 9    |
| 11                  | 8  | Romain Grosjean    | Haas-Ferrari              | 1:04.552 | 1:04.490 |           | 11   |
| 12                  | 27 | Nico Hülkenberg    | Renault                   | 1:04.733 | 1:04.516 |           | 15   |
| 13                  | 23 | Alexander Albon    | Toro Rosso-Honda          | 1:04.708 | 1:04.665 |           | 18   |
| 14                  | 3  | Daniel Ricciardo   | Renault                   | 1:04.647 | 1:04.790 |           | 12   |
| 15                  | 55 | Carlos Sainz jr.   | McLaren-Renault           | 1:04.453 | 1:13.601 |           | 19   |
| 16                  | 11 | Sergio Pérez       | Racing Point-BWT Mercedes | 1:04.789 |          |           | 13   |
| 17                  | 18 | Lance Stroll       | Racing Point-BWT Mercedes | 1:04.832 |          |           | 14   |
| 18                  | 26 | Daniil Kvjat       | Toro Rosso-Honda          | 1:05.324 |          |           | 16   |
| 19                  | 63 | George Russell     | Williams-Mercedes         | 1:05.904 |          |           | Pit  |
| 20                  | 88 | Robert Kubica      | Williams-Mercedes         | 1:06.206 |          |           | 17   |
| 107% tijd: 1:08.273 |    |                    |                           |          |          |           |      |

## Wedstrijd
Max Verstappen behaalde de zesde Grand Prix-overwinning in zijn carrière, tevens zijn eerste overwinning van het seizoen. Hij maakte een slechte start waardoor hij terugviel naar de achtste plaats, maar drie rondes voor het einde van de race wist hij Charles Leclerc in te halen. Valtteri Bottas eindigde op de derde plaats, kort voor Sebastian Vettel en Lewis Hamilton. Lando Norris eindigde op de zesde plaats en hield Pierre Gasly vlak achter zich. Carlos Sainz jr. reed vanaf de laatste startrij een inhaalrace en eindigde op de achtste plaats. De Alfa Romeo-coureurs Kimi Räikkönen en Antonio Giovinazzi sloten de top 10 af; voor Giovinazzi was dit het eerste punt uit zijn Formule 1-carrière.
| Pos. | No. | Coureur            | Constructeur              | Rondes | Tijd/Oorzaak uitval | Grid | Punten |
| ---- | --- | ------------------ | ------------------------- | ------ | ------------------- | ---- | ------ |
| 1    | 33  | Max Verstappen     | Red Bull-Honda            | 71     | 1:22:01.822         | 2    | 26S    |
| 2    | 16  | Charles Leclerc    | Ferrari                   | 71     | +2.724              | 1    | 18     |
| 3    | 77  | Valtteri Bottas    | Mercedes                  | 71     | +18.960             | 3    | 15     |
| 4    | 5   | Sebastian Vettel   | Ferrari                   | 71     | +19.610             | 9    | 12     |
| 5    | 44  | Lewis Hamilton     | Mercedes                  | 71     | +22.805             | 4    | 10     |
| 6    | 4   | Lando Norris       | McLaren-Renault           | 70     | +1 ronde            | 5    | 8      |
| 7    | 10  | Pierre Gasly       | Red Bull-Honda            | 70     | +1 ronde            | 8    | 6      |
| 8    | 55  | Carlos Sainz jr.   | McLaren-Renault           | 70     | +1 ronde            | 19   | 4      |
| 9    | 7   | Kimi Räikkönen     | Alfa Romeo-Ferrari        | 70     | +1 ronde            | 6    | 2      |
| 10   | 99  | Antonio Giovinazzi | Alfa Romeo-Ferrari        | 70     | +1 ronde            | 7    | 1      |
| 11   | 11  | Sergio Pérez       | Racing Point-BWT Mercedes | 70     | +1 ronde            | 13   |        |
| 12   | 3   | Daniel Ricciardo   | Renault                   | 70     | +1 ronde            | 12   |        |
| 13   | 27  | Nico Hülkenberg    | Renault                   | 70     | +1 ronde            | 15   |        |
| 14   | 18  | Lance Stroll       | Racing Point-BWT Mercedes | 70     | +1 ronde            | 14   |        |
| 15   | 23  | Alexander Albon    | Toro Rosso-Honda          | 70     | +1 ronde            | 18   |        |
| 16   | 8   | Romain Grosjean    | Haas-Ferrari              | 70     | +1 ronde            | 11   |        |
| 17   | 26  | Daniil Kvjat       | Toro Rosso-Honda          | 70     | +1 ronde            | 16   |        |
| 18   | 63  | George Russell     | Williams-Mercedes         | 69     | +2 rondes           | Pit  |        |
| 19   | 20  | Kevin Magnussen    | Haas-Ferrari              | 69     | +2 rondes           | 10   |        |
| 20   | 88  | Robert Kubica      | Williams-Mercedes         | 68     | +3 rondes           | 17   |        |

S Max Verstappen behaalde een extra punt voor het rijden van de snelste ronde.

## Tussenstanden wereldkampioenschap
Betreft tussenstanden voor het wereldkampioenschap na afloop van de race.

### Coureurs
| Positie | No. | Rijder           | Team               | Punten |
| ------- | --- | ---------------- | ------------------ | ------ |
| 01      | 44  | Lewis Hamilton   | Mercedes           | 197    |
| 02      | 77  | Valtteri Bottas  | Mercedes           | 166    |
| 03      | 33  | Max Verstappen   | Red Bull-Honda     | 126    |
| 04      | 5   | Sebastian Vettel | Ferrari            | 123    |
| 05      | 16  | Charles Leclerc  | Ferrari            | 105    |
| 06      | 10  | Pierre Gasly     | Red Bull-Honda     | 43     |
| 07      | 55  | Carlos Sainz jr. | McLaren-Renault    | 30     |
| 08      | 4   | Lando Norris     | McLaren-Renault    | 22     |
| 09      | 7   | Kimi Räikkönen   | Alfa Romeo-Ferrari | 21     |
| 10      | 3   | Daniel Ricciardo | Renault            | 16     |

### Constructeurs
| Positie | Team                      | Punten |
| ------- | ------------------------- | ------ |
| 01      | Mercedes                  | 363    |
| 02      | Ferrari                   | 228    |
| 03      | Red Bull-Honda            | 169    |
| 04      | McLaren-Renault           | 52     |
| 05      | Renault                   | 32     |
| 06      | Alfa Romeo-Ferrari        | 22     |
| 07      | Racing Point-BWT Mercedes | 19     |
| 08      | Toro Rosso-Honda          | 17     |
| 09      | Haas-Ferrari              | 16     |
| 10      | Williams-Mercedes         | 0      |